# Jim Ferrier
James (Jim) Bennett Elliott Ferrier (Sydney, 24 februari 1915 – Burbank, 13 juni 1986) was een Australisch golfer.
Ferrier golfte in de jaren 1930 in Australië waar hij 10 golftoernooien won als een golfamateur. In 1941 verhuisde hij naar de Verenigde Staten waar hij als Amerikaan een tweede nationaliteit bezat. Hij begon te golfen als een golfprofessional op de PGA Tour waar hij 18 toernooien won waarvan één major won. Zijn enige major-zege was het PGA Championship in 1947. In 1986 overleed hij op 71-jarige leeftijd in de Amerikaanse stad Burbank, Californië

## Prestaties

### Amateur
In Australië
- 1933: New South Wales Open
- 1934: Queensland Open
- 1935: New South Wales Open
- 1936: New South Wales Open
- 1937: New South Wales Open
- 1938: Australian Open, New South Wales Open, Queensland Open
- 1939: Australian Open, Queensland Open

### Professional
PGA Tour
| Jaar | # | Toernooi(en)                                                                             |
| ---- | - | ---------------------------------------------------------------------------------------- |
| 1944 | 1 | Oakland Open                                                                             |
| 1947 | 2 | St. Paul Open, PGA Championship                                                          |
| 1948 | 1 | Miami International Four-Ball (met Cary Middlecoff)                                      |
| 1949 | 3 | Grand Rapids Open, Kansas City Open, Miami International Four-Ball (met Cary Middlecoff) |
| 1950 | 3 | St. Paul Open, Canadian Open, Inverness Invitational Four-Ball (met Sam Snead)           |
| 1951 | 5 | St. Petersburg Open, Miami Beach Open, Jacksonville Open, Canadian Open, Fort Wayne Open |
| 1952 | 2 | Empire State Open, Inverness Invitational Four-Ball (met Sam Snead)                      |
| 1961 | 1 | Almaden Open Invitational                                                                |

Majors worden in het vet aangeduid
Overige
- 1944: Northern California Open
- 1945: Northern California Open
- 1955: Southern California PGA Championship